# Stephopoma rosea
Stephopoma rosea är en snäckart som först beskrevs av Jean René Constant Quoy och Joseph Paul Gaimard 1834.  Stephopoma rosea ingår i släktet Stephopoma och familjen Siliquariidae. Inga underarter finns listade i Catalogue of Life.